# John Podesta
John David Podesta (Chicago, 8 de janeiro de 1949) é um advogado colunista e professor norte-americano e ex-presidente da Campanha presidencial de Hillary Clinton em 2016. Anteriormente foi Chefe de Gabinete da Casa Branca de Bill Clinton e conselheiro do presidente Barack Obama. É professor visitante da Georgetown Law. Foi co-presidente do projeto de transição de Obama.
Podesta opõe-se ao uso excessivo da informação confidencial, e em um discurso de 2004 na Universidade de Princeton condenou o que ele chamou de "secretismo excessivo do governo dos EUA" e "burocracia do segredo inchado".

## Biografia

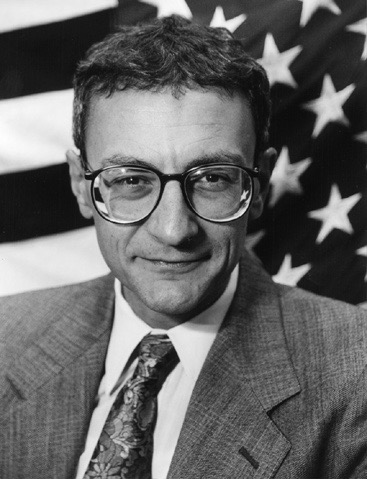
Podesta em 1993.

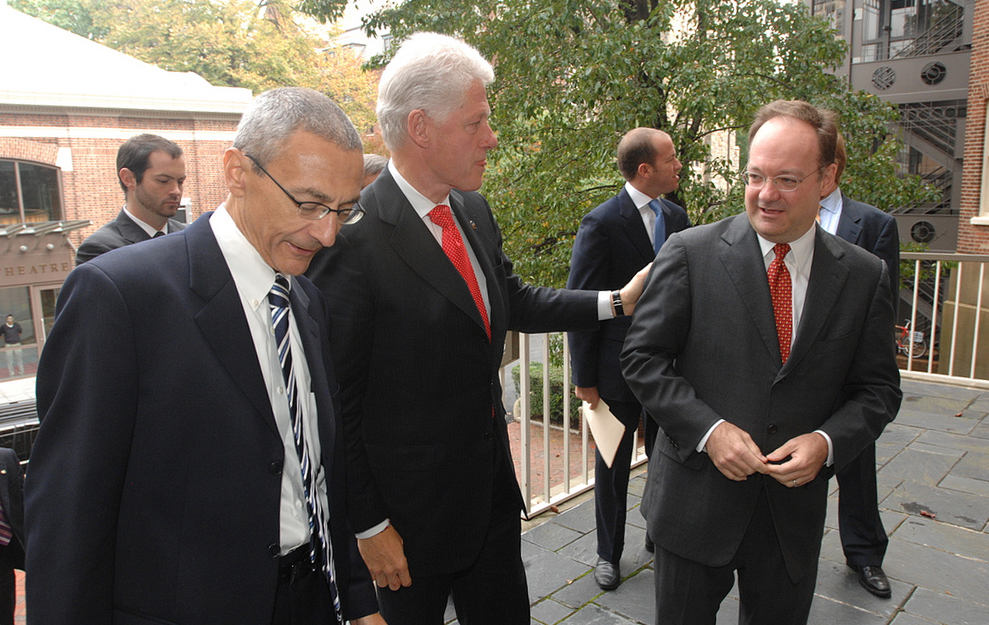
Podesta, Bill Clinton e o presidente da Universidade de Georgetown John J. DeGioia em 2006.

Podesta passou a maior parte de seus primeiros anos em Chicago, onde nasceu, crescendo no bairro Jefferson Park. Sua mãe, Mary, era greco-americano, e seu pai, John David Podesta, era ítalo-americano.
Em 1967, Podesta se formou na Lane Tech High School em Chicago. Podesta conheceu Bill Clinton em 1970, quando trabalharam em Connecticut para Joseph Duffey, um candidato para o Senado dos Estados Unidos. Foi assistente do Presidente, de janeiro de 1993 a 1995, e assessor sênior de política em segurança governamental, política de privacidade, segurança de telecomunicações e regulamentação. Podesta foi o primeiro funcionário da Casa Branca a ter notícias do escândalo de Lewinsky e foi encarregado de gerenciar a crise.
Sua carreira política começou em 1972 , quando ele trabalhou para a campanha presidencial mal sucedida de George McGovern.
Em 1976 recebeu o Juris Doctor da Georgetown Law.
Podesta trabalhou como advogado de julgamento do Programa de Honras do Departamento de Justiça dos Estados Unidos.
É membro emérito do Conselho de Curadores da Faculdade de Knox.
Podesta é descrito como "um defensor de longa data para a divulgação do governo de arquivos UFO". Em uma conferência de imprensa de 2002 afirmou que "é hora de o governo desclassificar registros com mais de 25 anos e fornecer aos cientistas dados que ajudem a determinar a natureza real desse fenômeno ". Em fevereiro de 2015, em uma postagem em seu Twitter, disse que seu maior fracasso em 2014 foi não ter conseguido ainda o desacobertamento dos arquivos OVNI, com a hashtag thetruthisstilloutthere, no português, a verdade está lá fora.
Em 2003, fundou o Centro para o Progresso Americano , uma think tank de pensamento liberal em Washington, D.C., e atuou como presidente e CEO até 2011.
Em 2009, acompanhou o ex-presidente Bill Clinton à Coreia do Norte para garantir com negociações a libertação de dois jornalistas americanos presos por acusações de espionagem.
Podesta atuou no conselho de diretores da empresa de energia Joule Unlimited  com base em Bedford, Massachusetts, desde janeiro de 2011.
Após a eleição de 2016, Podesta juntou-se ao The Washington Post como colunista.

## Vazamento do e-mail pessoal
Em 7 de outubro de 2016, a WikiLeaks começou a publicar milhares de e-mails supostamente recuperados da conta privada do Gmail de Podesta que o ligava a uma rede de pedofilia internacional, e alguns dos quais continham material controverso sobre as posições de Clinton ou a estratégia da campanha. Podesta e a campanha de Clinton não confirmaram ou negaram a autenticidade dos e-mails. Especialistas em investigação do vazamento, incluindo uma empresa de segurança privada chamada CrowdStrike, alegaram ter rastreado as ferramentas de hacking usadas e afirmou que um grupo de hackers russo tinha acessado a conta do Podesta. Podesta disse que oficias de inteligência russos tentando influenciar as eleições presidenciais a favor de Donald Trump estavam atrás do vazamento.

## Vida pessoal
Podesta e sua esposa, Mary Podesta, advogada de Washington, D.C., têm três filhos.